# Adolfo Zon Pereira

Wappen von Adolfo Zon Pereira

Adolfo Zon Pereira SX (* 23. Januar 1956 in Ourense, Spanien) ist ein spanischer Geistlicher und römisch-katholischer Bischof von Alto Solimões.

## Leben
Adolfo Zon Pereira trat in die Ordensgemeinschaft der Xaverianer-Missionare ein und legte am 2. Oktober 1982 die Profess ab. Er empfing am 21. Juni 1986 das Sakrament der Priesterweihe.
Am 27. August 2014 ernannte ihn Papst Franziskus zum Koadjutorbischof von Alto Solimões. Der Bischof von Santarém, Flávio Giovenale SDB, spendete ihm am 8. November desselben Jahres die Bischofsweihe; Mitkonsekratoren waren Alberto Taveira Corrêa, Erzbischof von Belém do Pará, und José Maria Chaves dos Reis, Bischof von Abaetetuba.
Mit dem altersbedingten Rücktritt Evangelista Alcimar Caldas Magalhães’ am 20. Mai 2015 trat er dessen Nachfolge als Bischof von Alto Solimões an.